# Svjetska prvenstva u veslanju do 23 godine
 Svjetska prvenstvu u veslanju do 23 godine međunarodna su veslačka natjecanja (regate) za veslače do 23 godine starosti koja organizira Međunarodna veslačka federacija (FISA). Natjecanja se organiziraju svake godine i traju tjedan dana. Iako su slična natjecanja postojala od 1976. godine, natjecanja su službeno ustanovljena i prvi put održana 2005. u Amsterdamu.

## Izdanja natjecanja
| Izdanje | Godina | Mjesto          | Država                 | Nadnevak           | Broj država |
| ------- | ------ | --------------- | ---------------------- | ------------------ | ----------- |
| 1.      | 2005.  | Amsterdam       | Nizozemska             | 21. – 24. lipnja   |             |
| 2.      | 2006.  | Hazewinkel      | Belgija                | 20. – 23. srpnja   |             |
| 3.      | 2007.  | Glasgow         | Ujedinjeno Kraljevstvo | 26. – 29. srpnja   |             |
| 4.      | 2008.  | München         | Njemačka               | 17. – 20. srpnja   |             |
| 5.      | 2009.  | Račice          | Češka                  | 26. – 29. srpnja   |             |
| 6.      | 2010.  | Brest           | Bjelorusija            | 22. – 25. srpnja   | 58          |
| 7.      | 2011.  | Amsterdam       | Nizozemska             | 20. – 24. srpnja   | 63          |
| 8.      | 2012.  | Trakai          | Litva                  | 11. – 15. srpnja   | 55          |
| 9.      | 2013.  | Linz-Ottensheim | Austrija               | 24. – 28. srpnja   |             |
| 10.     | 2014.  | Varese          | Italija                | 23. – 27. srpnja   |             |
| 11.     | 2015.  | Plovdiv         | Bugarska               | 22. – 26. srpnja   |             |
| 12.     | 2016.  | Rotterdam       | Nizozemska             | 21. – 28. kolovoza |             |

## Poveznice
- Svjetska prvenstva u veslanju
- Europska prvenstva u veslanju
- Veslanje na Olimpijskim igrama

## Vanjske poveznice
- (engl.) worldrowing.com - Službene stranice FISA-e